# Darío Múnera Arango
Darío Múnera Arango (Girardota, Antioquia, 19 de enero de 1924-Medellín, 23 de abril de 2017) fue un empresario y docente colombiano. Fue gobernador de Antioquia en 1958 y presidente de Coltabaco.

## Biografía
Nació en Girardota en 1924, para más tarde radicarse en Medellín. Estudió en el colegio San José, en Medellín. Egresó como abogado de la Universidad Pontificia Bolivariana (UPB), hizo especializaciones en Europa. Se desempeñó como secretario de Hacienda de Antioquia. También fue decano de la Facultad de Economía de la Universidad de Antioquia.
Entre su trayectoria como Profesor de Economía en las facultades de Derecho, Sociología y Trabajo Social de la Universidad Pontificia Bolivariana. Fue Gobernador de Antioquia entre el 6 de febrero y el 22 de agosto de 1958. También fue Gerente de la Compañía Colombiana de Tabaco (Coltabaco) a partir de 1976 y hasta 2005, año en qué fue vendida a Philip Morris, y perteneció a la Junta Directiva de la Asociación Nacional de Empresarios.
Falleció en Medellín el 23 de abril de 2017 a los 93 años tras de sufrir un infarto de miocardio.